# Kerivoula hardwickii
Kerivoula hardwickii (Horsfield, 1824) è un pipistrello della famiglia dei Vespertilionidi diffuso nel Subcontinente indiano e nell'Ecozona orientale.

## Descrizione

### Dimensioni
Pipistrello di piccole dimensioni, con la lunghezza della testa e del corpo tra 39 e 55 mm, la lunghezza dell'avambraccio tra 29 e 36 mm, la lunghezza della coda tra 40 e 50 mm, la lunghezza del piede tra 7 e 10 mm, la lunghezza delle orecchie tra 11 e 15 mm e un peso fino a 6 g.

### Aspetto
La pelliccia è lunga, fine e lanosa. Le parti dorsali variano dal marrone al marrone scuro, mentre le parti ventrali sono più chiare e grigiastre, con la base dei peli più scura. Il muso è lungo, appuntito e nascosto nel denso pelame facciale. Gli occhi sono piccolissimi. Le orecchie sono lunghe, strette, ben separate, a forma di imbuto e con una concavità sul bordo posteriore appena sotto l'estremità arrotondata. Il trago è lungo ed affusolato. Le membrane alari sono marroni e attaccate posteriormente alla base delle dita dei piedi. La lunga coda è completamente inclusa nell'ampio uropatagio.

## Biologia

### Comportamento
Si rifugia nel denso fogliame e talvolta nelle cavità degli alberi. Ha un volo lento.

### Alimentazione
Si nutre di insetti raccolti sulla vegetazione spesso intorno alle case dei villaggi.

### Riproduzione
Una femmina che allattava un piccolo quasi completamente sviluppato è stata osservata nel mese di gennaio nella Penisola malese, mentre altre gravide sono state catturate sull'isola di Lombok a settembre ed ottobre.

## Distribuzione e habitat
Questa specie è diffusa nella provincia pakistana del Punjab, negli stati indiani dell'Assam, Jammu e Kashmir, Karnataka, Meghalaya, Mizoram, Nagaland e West Bengal, Sri Lanka, Bangladesh, Myanmar, Thailandia, Laos, Vietnam, Cambogia, province cinesi meridionali dello Yunnan, Guangxi, Fujian, Jiangxi, Guizhou, isola di Hainan, Sumatra, Giava, Borneo, Sulawesi; Siberut e Sipora nelle Isole Mentawai; Bali, Lombok, Nusa Penida, Kangean, Sumba nelle Piccole Isole della Sonda, isole filippine di Biliran, Bohol, Leyte, Lubang, Mindanao, Palawan, Samar; Peleng, Banggi e Karakelong nelle Isole Talaud.
Vive nelle foreste primarie, secche, collinari e muschiose, boschi di bambù tra 60 e 2.100 metri di altitudine. Si trova anche in aree agricole.

## Conservazione
La IUCN Red List, considerato il vasto areale, la popolazione presumibilmente numerosa, la presenza in diverse aree protette e la tolleranza alle modifiche ambientali, classifica K. hardwickii come specie a rischio minimo (Least Concern).